# Charis stilbos
Charis stilbos är en fjärilsart som beskrevs av Hans Ferdinand Emil Julius Stichel 1910. Charis stilbos ingår i släktet Charis och familjen Riodinidae. Inga underarter finns listade i Catalogue of Life.